# Mladá

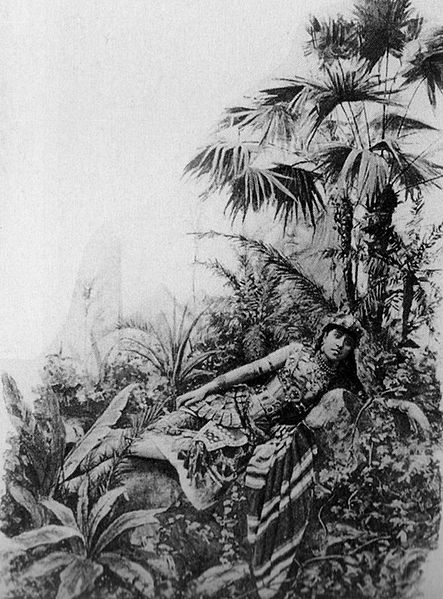
Maria Skorsiouk dansant le rôle de Cléopâtre dans la Mladá de Rimsky-Korsakov, Saint-Pétersbourg 1890

Mladá (en russe : Млада) est un des principaux personnages d'un ballet qu'Alexandre Serov envisageait de composer et qui devait être chorégraphié par Marius Petipa. Ce projet devait être revu en 1872 pour aboutir à un opéra-ballet. Ce nouveau projet, inachevé, n'a jamais été interprété. Son étude exhaustive est réalisée par le musicologue allemand Albrecht Gaub et a fourni les éléments pour écrire cet article.
Mladá est tiré d'un ancien conte antérieur à la conversion des slaves au christianisme.

## Historique de la composition
Stepan Guedeonov (1815-1878), alors directeur des Théâtres impériaux, en conçoit le scénario en 1870. Ce devait être, à l'origine, un ballet chorégraphié par Petipa sur une musique d'Alexandre Serov. Ce dernier meurt prématurément en 1871 avant d'avoir écrit la partition.
En 1872, Guedeonov revoit la conception de l'œuvre sous l'angle d'un opéra-ballet en quatre actes - ou plutôt un ballet-opéra car il s'agit bien d'un ballet sur lequel ont été greffés des chants - dont il confie l'élaboration du livret à Viktor Krylov et la musique à une équipe composée de César Cui, Léon Minkus, Modeste Moussorgski, Nikolaï Rimski-Korsakov, et Alexandre Borodine. Léon Minkus, alors « Premier Compositeur de ballets » du Théâtre Bolchoï Kamenny, doit écrire une partition pour les ballets insérés en divers points de l'opéra. Le Groupe des Cinq se partage le reste de la partition comme suit :
- Acte I : Cui
- Acte II et III : diverses parties par Moussorgsky et Rimsky-Korsakov
- Acte IV : Borodine.

Bien que la partition soit pratiquement achevée, l'œuvre collective ne voit jamais le jour.
La plupart des compositeurs qui suivent tirent leur musique de la partition de 1872. Il n'y a pas, à ce jour, de collation des manuscrits originaux contenant la totalité de la partition composée pour la Mlada de 1872. La seule partition originale intégrale de Mlada par le Groupe des Cinq est celle de l'acte I composée par César Cui (à l'exception de la musique de danse écrite par Minkus). Cui en a emprunté quelques extraits pour son opéra Le Prisonnier du Caucase en 1881-1882, le reste de l'acte étant inutilisable dans une autre œuvre. En 1911, Cui publie une édition de l'acte I en mémoire de Borodine, Moussorgski et Rimsky-Korsakov.
La contribution de Moussorgski se retrouve dans la scène de sorcellerie d'une nouvelle version d’Une nuit sur le mont Chauve (3e acte). Entre autres changements, cette révision voit l'addition d'un chœur à ce qui était initialement une partition purement orchestrale. Moussorgski devait produire une troisième version, également avec chœur mais avec une fin moins tumultueuse, pour son opéra inachevé La Foire à Sorochyntsi. Aucune de ces trois versions n'a été interprétée du vivant du compositeur.
Après la mort de Borodine, Rimsky-Korsakov publie le final de l'acte IV en tant que pièce orchestrale.

## Argument
L'action se déroule au IXe – Xe siècle dans la ville de Retra située sur les terres des tribus slaves près de l'ancienne place des Polabes Slaves, en bordure de l'Elbe.

### Prologue
La pièce s'ouvre sur la cérémonie des poupées, contrepoint de l'action tout au long de la pièce, dont elles sont le thème central et le symbole.

### Acte I
Voyslava, avec l'aide du prince Mstivoy, a tué Mladá, la fiancée du prince Yaromir, afin d'avoir ce dernier pour elle seule. Mais Yaromir continue à chérir sa Mladá bien-aimée. Voyslava vend son âme à Morena, la déesse de l'enfer, en échange de l'amour du prince. Lorsque Yaromir arrive au palais de Mstyvoi, il est ensorcelé et tombe amoureux de Voyslava. Au cours de son sommeil, le fantôme de Mladá accompagné par Lada, la déesse des déesses, lui apparait en rêve. Toutes deux lui font visualiser l'assassinat de Mladá à l'aide d'une bague empoisonnée. Yaromir se réveille horrifié. Des domestiques viennent le chercher pour le Festival de Kupala marquant le début de l'été.

### Acte II
Les festivités battent leur plein. Les jeunes du village cherchent un ou une fiancé(e) (danses). L'esprit de Mladá parait. Il entraîne Yaromir au Triglav, à l'abri des sortilèges de Morena. Ils laissent une Voyslava désespérée et courant à la recherche de Morena. Mstivoy ordonne la poursuite de la fête.

### Acte III
Au moment où ils disparaissent, un coup de tonnerre retentit annonçant la venue de Chernobog, Kasschei Chuma et Morena, tous esprits du mal, qui dansent parmi d'autres démons. Morena demande à Chernobog, le Dieu Noir, de l'aider à rompre le charme de Lada afin qu'Yaromir tombe de nouveau amoureux de Voyslava.
Le Dieu Noir conjure l'esprit de Cléopatre de tenter Yaromir. Il transforme le sinistre souterrain en un antique palais égyptien. Cléopatre, entourée de ses esclaves, entame une danse de séduction. Yaromir est cependant soustrait de la tentation par l'apparition de Mladá qui vole à son secours en amenant l'aube. Les démons prennent la fuite. Yaromir se réveille et part pour le temple du dieu Radegast afin qu'il lui interprète son cauchemar.

### Acte IV
Yaromir parvient au temple dans la soirée. À la tombée de la nuit, les esprits d'anciens princes slaves arrivent pour déclarer que Mladá a effectivement été empoisonnée par Voyslava. Yaromir doit la venger en échange de cette révélation. 
Voyslava entre dans le temple pour avouer son crime et implorer le pardon. Elle affirme avoir commis son meurtre par amour pour Yaromir. Ce dernier la tue. Voyslava mourante convoque Morena qui déclenche une tempête détruisant le temple et inondant la ville. Yaromir meurt mais il est uni pour l'éternité à Mlada.  Comme la tempête se calme, les esprits de Mladá et de Yaromir apparaissent tendrement enlacés.
Les poupées surgissent à nouveau pour annoncer la victoire de la Vertu sur l'Égoîsme et l'Avidité pendant que les dieux et déesses acclament Mladá et Yaromir.

## Personnages[1]
| Personnage         | Rôle                | Notes |
| ------------------ | ------------------- | --- |
| Mstivoy            | Prince de Retra     | |
| Princesse Voyslava | Fille de Mstivoy    | |
| Mladá              |                     | Ne chante pas, danseuse du ballet-pantomime Le rôle est une création de Nina Ananiashvili dans la chorégraphie qu'Alexandre Petrov a spécialement réalisée à son intention sur la musique de Rimski-Korsakov. |
| Yaromir            | Prince d'Arkona     | Fiancé de Voyslava et, précédemment, celui de Mlada |
| Svyatokhna         |                     | Devenue ultérieurement la déesse Morena |
| Un Ruthène         |                     | |
| Lumir              | Un chanteur tchèque | |
| Un prêtre          |                     | |
| Le grand prêtre    |                     | |
| Tchernobog         | Le dieu noir        | |

- Servantes, foule, chasseurs, marchands, Polabes, habitants de Novgorod, démons, sorcières, nains
- Corps de ballet

## Versions ultérieures
Une adaptation du ballet Mladá a ultérieurement été chorégraphiée par Petipa sur une musique de Minkus. La première a lieu le 2 décembre 1879, soit un an après la mort de Guedeonov, au Théâtre impérial Bolchoï Kamenny de Saint-Pétersbourg. Une reprise du ballet, montée par Petipa, est représentée le 25 septembre 1896.
Rimski-Korsakov dépoussière le livret en 1889-1890 et compose son propre opéra-ballet Mlada tel qu'il est interprété aujourd'hui. Il existe un unique et très bel enregistrement audio de l'ouvrage, chez Melodiya, sous la direction de Yevgueny Svetlanov.

## Vidéographie
- Mlada, de Rimsky-Korsakov, NVC ARTS-Warner Music Vision, N°identification:4509-92052-2, ASIN: B000BND07Q (Nina Ananiashvili dans le rôle de Mladá). Enregistré au théâtre du Bolchoï en 1992